# Kwadrant Ścienny
Kwadrant Ścienny (łac. Quadrans Muralis) – historyczny gwiazdozbiór leżący pomiędzy obecnymi konstelacjami Wolarza, Smoka i Herkulesa. Gwiazdozbiór został stworzony przez Jérôme’a Lalande i po raz pierwszy umieszczony na mapie nieba w 1795 roku. Tworzyły go gwiazdy o wielkości gwiazdowej od 5 do 7m w północnej części dzisiejszego Wolarza, w pobliżu końca „dyszla” Wielkiego Wozu. Jego nazwa pochodzi od kwadrantu, instrumentu astronomicznego służącego do wyznaczania położenia gwiazd. Od nazwy gwiazdozbioru pochodzi nazwa roju meteorów Kwadrantydy. Gwiazdozbiór wyszedł z użycia w końcu XIX wieku.